# Carola Uilenhoed
Carola Constantina Uilenhoed (* 10. Oktober 1984 in Den Haag) ist eine ehemalige niederländische Judoka. Sie war Weltmeisterschaftsdritte 2005 und 2007 sowie Europameisterschaftszweite 2006 und 2007.

## Sportliche Karriere
Die 1,78 m große Carola Uilenhoed startete im Schwergewicht oder in der offenen Klasse. 2004, 2005 und 2009 war sie niederländische Meisterin im Schwergewicht.
2002 gewann Uilenhoed eine Bronzemedaille bei den U20-Europameisterschaften. Bei den Europameisterschaften 2005 unterlag sie im Viertelfinale der Ukrainerin Maryna Prokofjewa und belegte den siebten Platz. Bei den Weltmeisterschaften 2005 in Kairo trat sie sowohl im Schwergewicht als auch in der offenen Klasse an. Im Schwergewicht unterlag sie früh der Japanerin Maki Tsukada, erreichte aber mit drei Siegen in der Hoffnungsrunde den Kampf um eine Bronzemedaille, den sie gegen die Französin Anne-Sophie Mondière verlor. In der offenen Klasse unterlag sie im Viertelfinale der Britin Karina Bryant. Mit zwei Siegen in der Hoffnungsrunde erreichte sie erneut den Kampf um Bronze, den sie gegen die Weißrussin Julija Baryssik gewann. Zwei Monate nach den Weltmeisterschaften gewann Uilenhoed bei den U23-Europameisterschaften eine Bronzemedaille im Schwergewicht.
Bei den Europameisterschaften 2006 in Tampere bezwang sie im Halbfinale Julija Baryssik, im Finale unterlag sie Anne-Sophie Mondière. Ein halbes Jahr später trafen Uilenhoed und Baryssik im Finale der U23-Europameisterschaften aufeinander, auch hier siegte die Niederländerin. 2007 belegte Uilenhoed den dritten Platz beim Tournoi de Paris. Bei den Europameisterschaften in Belgrad bezwang sie im Halbfinale die Polin Urszula Sadkowska, im Finale unterlag sie wie im Vorjahr Anne-Sophie Mondière. Bei den Weltmeisterschaften 2007 in Rio de Janeiro verlor Uilenhoed im Viertelfinale gegen Mondière. Mit zwei Siegen in der Hoffnungsrunde erreichte sie den Kampf um Bronze und gewann gegen Karina Bryant.
2008 unterlag Carola Uilenhoed in ihrem Auftaktkampf bei den olympischen Spielen in Peking der Mongolin Dordschgotowyn Tserenchand. 2009 erreichte sie das Finale beim Grand Slam in Rio de Janeiro und unterlag dann der Japanerin Mika Sugimoto. Bei den Weltmeisterschaften in Rotterdam schied sie im Achtelfinale gegen die Italienerin Vanessa Martina Zambotti aus. 2010 unterlag sie im Achtelfinale der Europameisterschaften in Wien der Russin Tea Dongusaschwili. Bei den Weltmeisterschaften 2010 schied Uilenhoed sowohl im Schwergewicht als auch in der offenen Klasse im Achtelfinale aus. 2012 belegte sie bei den Europameisterschaften in Tscheljabinsk noch einmal den fünften Platz, im Jahr darauf belegte sie bei den Europameisterschaften in Budapest den siebten Rang.